# Autophila einsleri
Autophila einsleri is een vlinder uit de familie spinneruilen (Erebidae). De wetenschappelijke naam is voor het eerst geldig gepubliceerd in 1935 door Amsel.
De soort komt voor in tropisch Afrika.